# Iwanowka (Mari El, Sowetski)
Iwanowka (russisch Ивановка) ist eine Derewnja (Dorf) in der russischen Republik Mari El. Der Ort gehört zur Landgemeinde Alexejewskoje selskoje posselenije im Sowetski rajon. Er hat 17 Einwohner (Stand 2010).

## Geographie
Der Ort liegt neun Kilometer westlich vom Rajonzentrum Sowetski. Der Gemeindesitz Aleksejewski befindet sich zwei Kilometer südöstlich. Die nächste Bahnstation ist die Hauptstadt Joschkar-Ola an der Strecke von Selenodolsk 32 Kilometer südwestlich. Dort befindet sich auch ein Flugplatz.